# クラリネットとヴィオラのための二重協奏曲 (ブルッフ)

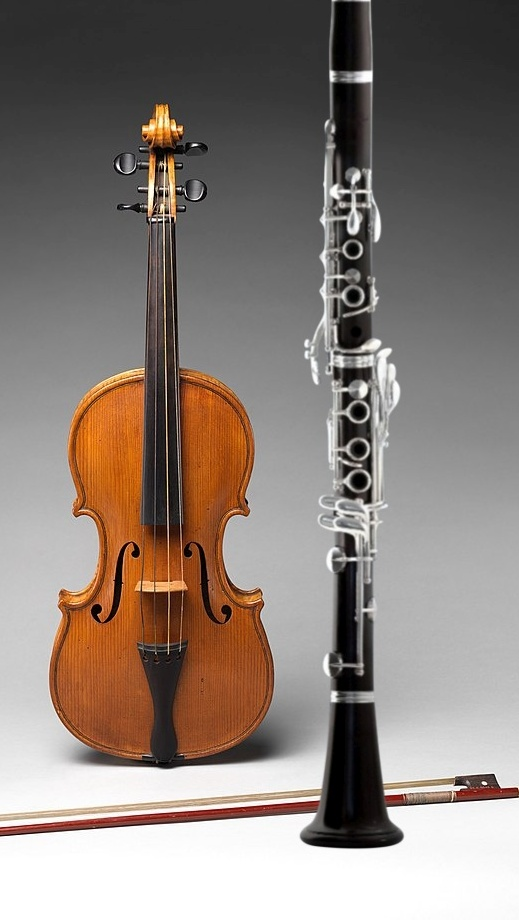

クラリネットとヴィオラのための二重協奏曲 ホ短調 作品88は、マックス・ブルッフが作曲したクラリネット、ヴィオラと管弦楽のための協奏曲。オルガンと管弦楽のための組曲第3番 変イ短調 作品88bや、それを編曲した2台ピアノのための協奏曲 作品88aと内容の関連はない。

## 概要
ブルッフ晩年の1911年に、前年に書かれた8つの小品作品83と同様、クラリネット奏者としても活動していた息子マックス・フェリックス (Max Felix Bruch) のために書かれ、1912年3月5日にマックス・フェリックスとヴィリー・ヘスを独奏者としてヴィルヘルムスハーフェンにおいて初演された。しかし古めかしい作品としてさほど評価されず、出版されたのは作曲家の死から20年以上経った1942年のことであった。
ヴィオラのユーリ・バシュメットやクラリネットのポール・メイエといった名手たちがこの曲を取り上げるようになり、少しずつではあるが一般からも知られるようになりつつある。
有名なヴァイオリン協奏曲第1番と同様の構成を持ち、第3楽章を例外として、独奏の技巧的な側面よりは中音域の音色の魅力や旋律の美しさが前面に出されている。
その内省的な雰囲気はブラームス晩年のクラリネット作品を思い出させる。一方、その晦渋な表現はエルガーのチェロ協奏曲を予感させるところもある。第3楽章は短いが、両独奏楽器のある程度技巧的なパッセージで華やかに終わる。

## 編成
独奏クラリネット（A管）、独奏ヴィオラ、フルート2、オーボエ2、イングリッシュホルン、クラリネット2、ファゴット2、ホルン4、トランペット2、ティンパニ、弦五部
独奏クラリネットはヴァイオリンで代用することもでき、その編成での録音も存在する。

## 楽曲構成
第1楽章　アンダンテ・コン・モート
ホ短調、4/4拍子。展開部を欠いたソナタ形式。
独奏のレチタティーヴォに始まり、憂愁を帯びた第一主題（「懐かしのストックホルム」"en:Dear Old Stockholm"として有名なスウェーデン民謡が基になっている）が交互に歌われる。第二主題はロ長調で、独奏の二重奏で提示される。この主題はのちに、1918年に書かれた弦楽五重奏曲変ホ長調に転用された。
第2楽章　アレグロ・モデラート
ト長調、3/4拍子。三部形式。
穏やかな雰囲気の中で独奏が歌い交わす。中間部はロ短調となり、弦楽のピッツィカートが伴奏する。この部分の主題は、1906年に書かれた『北欧の主題による組曲』(「組曲第2番」とも、遺作)の第1楽章から転用されている。主部が再現され、中間部の主題を用いたコーダで終わる。
第3楽章　アレグロ・モルト
ホ長調、2/4拍子。ソナタ形式。
トランペットのファンファーレに始まり、活動的な第一主題とやや落ち着いた第二主題が、双方とも二つの独奏に交互に提示される。再現部の第一主題は省略され、独奏の様々なパッセージが繰り広げられて華やかに終わる。